# Liste der Kulturdenkmäler in Kerzenheim
In der Liste der Kulturdenkmäler in Kerzenheim sind alle Kulturdenkmäler der rheinland-pfälzischen Ortsgemeinde Kerzenheim einschließlich des Ortsbezirks Rosenthal aufgeführt. Grundlage ist die Denkmalliste des Landes Rheinland-Pfalz (Stand: 27. November 2018).

## Denkmalzonen
| Bezeichnung                                                  | Lage                                                                   | Baujahr                                    | Beschreibung | Bild                           |
| ------------------------------------------------------------ | ---------------------------------------------------------------------- | ------------------------------------------ | --- | ------------------------------ |
| Denkmalzone Ebertsheimer Straße                              | Ebertsheimer Straße 1–9, 13-22, 25–28, 31 Lage                         | 18. und 19. Jahrhundert                    | geschlossene Baustruktur des 18. und 19. Jahrhunderts mit öffentlichen und konfessionellen Bauten (protestantische Pfarrkirche, Pfarrhaus, Rathaus, ehemaliges Schul- und Gemeindehaus, ehemaliges Gasthaus) sowie klein- bis mittelbäuerlichen Hofanlagen | BW                             |
| Denkmalzone Göllheimer Straße                                | Göllheimer Straße 1, 3–8 Lage                                          | 18. bis zweite Hälfte des 19. Jahrhunderts | stattliche Hofanlagen, teilweise mit Fachwerk und Krüppelwalmdächern, rückwärtig Scheunenrand, 18. bis zweite Hälfte des 19. Jahrhunderts | BW                             |
| Denkmalzone Zisterzienserinnenkloster St. Maria im Rosenthal | Rosenthalerhof, Nr. 23, 27, 29, 30, 33, 33a, 35, Klostergasse 1–4 Lage | ab 1241                                    | 1241 gegründet, 1460 und 1525 verwüstet; ehemalige Klosterkirche St. Maria (Ruine), hausteingegliederter Bruchsteinbau, 1241 begonnen, 1261 geweiht, wohl 1492–94, 1525 und 1572 umgebaut; ehemalige Konventsgebäude, Haupttrakt im Kern gotischer Putzbau (13. Jahrhundert und später), ein Eingang bezeichnet 1811 (klassizistischer Umbau); ehemalige Brunnenkapelle, 14. Jahrhundert; ehemalige Zehntscheune mit Krüppelwalmdach, bezeichnet 1750; Nr. 35 Wohnhaus (ehemalige Mühle), im Kern barock, Stallungen; im Hof zwei Laufbrunnen, bezeichnet 1891, Eisengießerei Gienanth; Garten (ehemaliger Kreuzgang), rückwärtig ummauert; Klostergasse 1–4 Tagelöhnerhäuser, Teich | weitere Bilder Fotos hochladen |

## Einzeldenkmäler
| Bezeichnung                 | Lage                                                        | Baujahr                              | Beschreibung | Bild            |
| --------------------------- | ----------------------------------------------------------- | ------------------------------------ | --- | --------------- |
| Ortsbefestigung             | Lage                                                        | 14. oder 15. Jahrhundert             | Überreste der ehemals „Ober-Kerzenheim“ umschließenden spätmittelalterlichen Befestigung mit Ringmauer, vorgelagertem Wall und Graben: im Nordabschnitt verfüllter Graben, Teile eines Laufgangs und Mauern mit Bischofsmützenabdeckung, Mauerzug aus wohl im 18. Jahrhundert wiederverwendetem Steinmaterial, Gartenpforten bezeichnet 1773, 1829, 1825; Reste eines Rundturms (siehe Zehntgasse 3), 14. oder 15. Jahrhundert | BW              |
| Rat- und Schulhaus          | Ebertsheimer Straße 5 Lage                                  | 1775                                 | ehemaliges Rat- und Schulhaus, heute Post; großer spätbarocker Krüppelwalmdachbau, bezeichnet 1775, Wirtschaftsgebäude mit Fachwerkspeicher, Hofeinfahrt | Fotos hochladen |
| Protestantische Pfarrkirche | Ebertsheimer Straße 6 Lage                                  | 1783                                 | kreisrunder frühklassizistischer Zentralbau mit Risaliten und Walmdach, bezeichnet 1783, Architekt Johann Georg Christian Hess; Walcker-Orgel von 1872 | Fotos hochladen |
| Protestantisches Pfarrhaus  | Ebertsheimer Straße 7 Lage                                  | 1712                                 | ehemaliges protestantisches Pfarrhaus, repräsentativer barocker Walmdachbau, bezeichnet 1712 | BW              |
| Hofanlage                   | Ebertsheimer Straße 8 Lage                                  | 1849                                 | Hofanlage; spätklassizistisches Wohnhaus, bezeichnet 1849; rückwärtig Stallung mit Fachwerkspeicher, Krüppelwalmdachscheune; straßenbildprägend | BW              |
| Hofanlage                   | Ebertsheimer Straße 9 Lage                                  | drittes Viertel des 18. Jahrhunderts | große barocke Hofanlage; Wohnhaus, teilweise Fachwerk (verputzt), wohl aus dem dritten Viertel des 18. Jahrhunderts, Krüppelwalmdachscheune, teilweise Fachwerk, bezeichnet 1768, Schuppen mit Walmdach, Stallung, teilweise Fachwerk | BW              |
| Hofanlage                   | Eisenberger Straße 1 Lage                                   | 1600                                 | Hofanlage; Wohnhaus mit reichem Fachwerkobergeschoss, bezeichnet 1600, Erweiterung wohl frühes 18. Jahrhundert; straßenbildprägend | Fotos hochladen |
| Hofanlage                   | Eisenberger Straße 3 Lage                                   | 1736                                 | Hofanlage; barockes Wohnhaus mit Mansardwalmdach, bezeichnet 1736, Treppenhausausstattung um 1900; Toranlage, 18. Jahrhundert, rückwärtig Brennhaus, um 1850, Scheune mit Krüppelwalmdach, Nebengebäude, teilweise Fachwerk; straßenbildprägend | Fotos hochladen |
| Hofanlage                   | Göllheimer Straße 6 Lage                                    | drittes Viertel des 18. Jahrhunderts | Vierseithof; spätbarockes Wohnhaus, teilweise Fachwerk, ausgebautes Mansarddach, drittes Viertel des 18. Jahrhunderts, hofseitig Galerie, seitliche Toranlage, bezeichnet 1772, Altenteil, teilweise Fachwerk, Krüppelwalmdach, 17. Jahrhundert (?), Wirtschaftsgebäude 19. Jahrhundert | BW              |
| Hofanlage                   | Neugasse 7 Lage                                             | 17. Jahrhundert                      | Hofanlage; Wohnhaus mit rückwärtig vorkragendem Fachwerkobergeschoss, 17. Jahrhundert (1688 ?), Umbau (?) bezeichnet 1738; Bruchsteinscheune | BW              |
| Spolie                      | Zehntgasse, an Nr. 3 Lage                                   | 1601                                 | Renaissance-Spolie, bezeichnet 1601 | BW              |
| Rundturm                    | Zehntgasse, bei Nr. 3 Lage                                  | 14. oder 15. Jahrhundert             | im Garten Rest eines Rundturms der spätmittelalterlichen Ortsbefestigung; Bruchsteinbau mit neuem Kegeldach | BW              |
| Wasserbehälter              | nördlich des Ortes auf einer Anhöhe; Flur Am Hundslauf Lage | 1912                                 | kleiner Bossenquaderbau, neuklassizistische Motive, bezeichnet 1912 | BW              |